# Sarawakus trachycarpus
Sarawakus trachycarpus är en svampart som först beskrevs av Hans Sydow, och fick sitt nu gällande namn av Samuels & Rossman 1992. Sarawakus trachycarpus ingår i släktet Sarawakus och familjen Hypocreaceae.   Inga underarter finns listade i Catalogue of Life.